# Помум
Помум је посебан тип плода — псеудокарп. Већи део помума изграђен је од разрасле цветне ложе; базалних делова чашичних листића са прашницима, чему је прикључен и потцветан плодник кога чини пет оплодних листића. Зид плодника даје пергаментасти перикарп (5 коморица у којима је семе). Меснати део и љуска потичу од разрасле цветне ложе. На супротној страни од дршке плода су уочљиви сасушени прашници, као и чашица што је потврда за ово.

## Примери
Осим јабуке, због које се помум назива још и плод јабука, овај тип коштунице имају и крушка, глог, дуња, ватрени трн, дуњарице, нешпула, брекиња, мукиња, оскоруша, мушмула ...